# Galatée Kazantzaki
Galatée Kazantzaki (en grec moderne : Γαλάτεια Καζαντζάκη, Héraklion 1881 - Athènes 1962) est une écrivaine grecque du XXe siècle.

## Biographie
Fille de l'éditeur et érudit Stylianos Alexiou, elle épouse l'écrivain Níkos Kazantzákis en 1911 puis divorce en 1926 et se remarie en 1936 avec le critique et homme de lettres Marcos Avyéris (el). Rédactrice en chef d'une revue communiste, elle est emprisonnée quelque temps en 1938 sous la dictature de Ioánnis Metaxás et interdite de publication plusieurs années,.

## Aspects de son œuvre
Elle pratique plusieurs genres littéraires : littérature pour la jeunesse, poèmes, œuvres théâtrales, romans et nouvelles, mais c'est dans ce dernier qu'elle s'illustre surtout, s'intéressant au sort des opprimés, en particulier aux femmes de toutes conditions qui subissent l'oppression patriarcale.
Bien connue en Grèce de son vivant, elle tombe quelque peu dans l'oubli après sa mort mais certaines de ses œuvres ont été rééditées récemment par les éditions Kastaniotis (Athènes).
Dans un style dépouillé et sans fioritures, parfois même au vitriol, elle suit au plus près le flux de pensée de ses personnages,.

## Principales œuvres
1) En grec : (rééditions récentes)
- Kaskoura A. Moschovia, Η Θηλυκή παραφωνία του Νίκου Καζαντζάκη (La fausse note féminine de Nikos Kazantzaki), biographie de Galatée Kazantzaki, Lettres grecques, 2003.
- Άνθρωποι και Υπεράνθρωποι (Hommes et Surhommes), roman autobiographique, Kastaniotis, Athènes, 2007.
- Κρίσιμες στιγμές (Instants décisifs), nouvelles, Kastaniotis, 2008.
- Ο κόσμος που πεθαίνει και ο κόσμος που έρχεται (Le monde qui meurt et le monde qui vient), nouvelles, Kastaniotis, 2009.
- Η άρρωστη πολιτεία (La cité malade), roman, éd. Ελληνικά Γράμματα (Lettres grecques), Athènes, 2010.

2) En traduction française :
Il n’en existe que pour quinze de ses nouvelles :
- Le péché de Photini (trad. A. de Lille-Daigre, dans le recueil Nouvelles,), vol. 8, Julliard, 1959
- « Le contumace », dans Nouvelles grecques (trad. F. Duisit) (recueil), Klincksieck, 1972
- Femmes de Grèce (trad. Simone Taillefer) (treize nouvelles), auto-édition par la traductrice, décembre 2013, puis réédition aux Editions Monemvassia en janvier 2017.